# Urotrygon venezuelae
Urotrygon venezuelae  (лат.)  — малоизученный вид рода Urotrygon семейства Urotrygonidae отряда хвостоколообразных. Обитает в тропических водах центрально-западной части Атлантического океана. Максимальная зарегистрированная длина 29 см. Грудные плавники этих скатов образуют округлый диск. Хвост оканчивается листовидным хвостовым плавником. В средней части хвостового стебля расположен ядовитый шип. Не является объектом целевого лова. 

## Таксономия
Впервые вид был научно описан в 1949 году. Вид назван по географической локализации обнаружения голотипа.

## Ареал
Urotrygon venezuelae обитают в центрально-западной части Атлантического океана у берегов Венесуэлы и Боливии.

## Описание
Заострённое рыло образует тупой угол и выступает за края диска. Позади глаз расположены брызгальца. Брюшные плавники закруглены. Посередине хвостового стебля на дорсальной поверхности расположен ядовитый шип. Длина хвоста превышает длину диска. Окраска ровного серого цвета без отметин, вентральная сторона белая.

## Взаимодействие с человеком
Эти скаты не являются объектом целевого лова. Вероятно, в качестве прилова они попадаются при коммерческом промысле. Международный союз охраны природы присвоил этому виду статус сохранности «Вызывающий наименьшие опасения».